# Rhytidoponera barnardi
Rhytidoponera barnardi é uma espécie de formiga do gênero Rhytidoponera.